# Дунець Василь Ярославович
Василь Ярославович Дунець (нар. 28 жовтня 1948, м. Теребовля) — український інженер шляхів сполучення, автор і виконавець пісень. Почесний дорожник України (2003), кавалер ордена «За заслуги» ІІІ ступеня (2018 р.). Брат Богдана Ярославовича Дунця.

## Відзнаки
- Лауреат міжнародного конкурсу української естрадної пісні «На хвилях Світязя» (1996).
- Переможець Всеукраїнського радіофестивалю «Пісня року» (1998, 2003).
- Дипломант ІІ ступеня обласного конкурсу «Голос серця» (2001).
- Дипломант (ІІІ місце) у Всеукраїнському конкурсі літературної творчості ім. В. Вихруща (2004).
- Орден «За заслуги» ІІІ ступеня (УКАЗ ПРЕЗИДЕНТА УКРАЇНИ №11/2018 від 20.01.18)

## Життєпис
У 1955—1966 роках навчався в середній школі № 2 м. Тернопіль. Закінчив Тернопільську музичну школу № 1 по класу баяна, інженерно-будівельний факультет Львівського політехнічого інституту (1971), нині - університет «Львівська політехніка», за спеціальністю «Інженер шляхів сполучення».
Працював виконробом мостової дільниці, інженером та начальником виробничо-технічного відділу Тернопільського шляхового ремонтно-будівельного управління № 38, головним інженером Дирекції автомобільних доріг, що будуються в Тернопільській області; від 2001 — начальник відділу якості, технічного контролю та нових технологій Служби автомобільних доріг у Тернопільській області.
Від травня 2013 р. — на пенсії.

## Творчість
В 1962 році закінчив з відзнакою Тернопільську музичну школу №1.
Самотужки освоїв гру на гітарі. Пісенною творчістю займається з студентських років, але на професійному рівні — з 1993 року.
У 1993 р. з музичним гуртом «Візерунок» брав участь у 50 концертах у Канаді. Згодом концертував у Німеччині, США.
Автор збірки поезій та пісень «Мамині мальви» (1998).
Пісні Василя Дунця, крім нього, виконують також:
- народні артисти України: Іван Попович, Павло Зібров, Володимир Засухін, Володимир Турець, Роман Рудий, Василь Чепелюк, Любов Ізотова, Григорій Драпак;
- заслужені артисти України: Петро Чорний, Михайло Попелюк, Леонід Корженевський, Світлана Бабчук, Ірина Гречко, Світлана Сорочинська, В'ячеслав Судима, Алла Опейда.
- гурти: «Козацькі забави», «Веселі галичани», «Отава», «Надвечір'я», учасники театру пісні «МІКС» та багато інших виконавців.

Автор більше 200 пісень на власні вірші та вірші  українських поетів Дмитра Павличка, Володимира Сосюри, Степана Галябарди, Олеся Лупія, Надії Кир'ян, Бориса Демкова, Михайла Левицького, Миколи Тимчака, Бориса Мозолевського, Анатолія Фіглюка, Марії Потикевич-Заболотної, Світлани Бояркевич, Михайла Конечного, Марти Чопик, Любові Мілевич, Оксани Максимишин-Корабель (Португалія), Ганни Черінь (США), Надії Козак (Канада), Олександра Смика, Бориса Величка, Євгена Барова, Олександра Гавриленка, Віталія Іваницького, Віктора Підгурського, Зіновія Казьо, Ольги Розалюк, Наталії Папроцької, Олени Артемчук, Раїси Обшарської, Валентина Пащенка та інших.
Співпрацює з композиторами й аранжувальниками Юрієм Крохіним, Олександром Бурміцьким, Романом Рудим, Андрієм Стадницьким, Володимиром Цапом, Зеновієм Турком, Сергієм Родьком, Сергієм Степанівим, звукорежисерами Олександром Третяком, Володимиром Барановим і Сергієм Родьком.
Пісні «Чужина» (1998), «Кущ молодого жасмину» (2003), «Романс для Степана Бандери» та «Я повертаюсь» у власному виконанні (2008) займали призові місця в радіофестивалі «Пісня року» (радіостанція «Промінь»).

### Дискографія
- «Слухай і думай» (1993, 1994),
- «Мамині мальви» (1998),
- «Моя кохана» (2002),
- «Моя родина — Україна» (2003),
- «Присвята матері» (2007),
- «Я повертаюсь» (2008),
- «Грона любові» (2012),
- «Бережімо любов» (2014),
- «Посміхайтесь, люди добрі» (2016),
- «Ми — українці» (2016).
- «Рушники з України» (2018).
- "Богом вишита доля" (2021).

### Фільмографія
З участю Василя Дунця і на основі його пісень створено музичні фільми:
- «Моя рука ніколи і нікому ні кривди, ні біди не принесе» (1997),
- «Я піснями живу» (2003).

Обидва фільми створені на кіностудії «Вісь» у Тернополі.